# Josef Sobotka (podnikatel)
Josef Sobotka (3. dubna 1833 Železnice – 18. srpna 1910 Praha) byl židovský podnikatel a politik působící v 19. století a začátkem 20. století v Čechách.

## Rodina Sobotků
Josef Sobotka byl nejstarší syn textilního podnikatele Salomona Löwa Sobotky (1807–1880) a Klary Kathariny Sobotkové roz. Mauthner (1807–1863). O jeho pěti sourozencích je známé, že s ním Friedrich Sobotka (1847–1917) společně podnikal a že Auguste provd. Hauschnerová (1850–1924) byla levicově zaměřená spisovatelka působící zejména v uměleckých kruzích v Praze a v Berlíně.

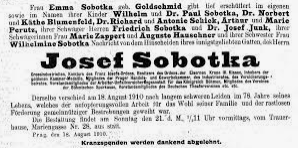
Oznámení o úmrtí Josefa Sobotky (1910)

Josef Sobotka měl s manželkou Emmou roz. Goldschmied (1827–1867) pět dětí. Syn Wilhelm Sobotka (1868–1942) byl jeho následníkem v podnikatelské činnosti, syn Paul Sobotka byl lékař a dcera Katharina Sobotková se provdala za jeho společníka Norberta Blumenfelda (1868–1928).

## Veřejná a politická činnost Josefa Sobotky
Od roku 1869 byl členem pražské obchodní komory, která měla ještě v 70. letech 19. století německou většinu. V 70. letech 19. století se zapojil i do zemské politiky. Ve volbách v roce 1872 byl zvolen na Český zemský sněm za kurii obchodních a živnostenských komor (obvod Praha). Mandát obhájil ve volbách v roce 1878 a volbách v roce 1883. Uvádí se jako člen takzvané německé Ústavní strany (liberální, centralisticky orientovaná formace, odmítající autonomistické aspirace neněmeckých národností).

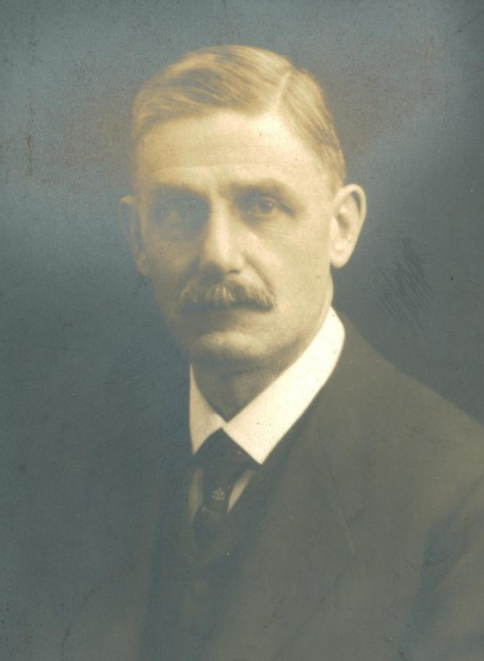
Wilhelm Sobotka (1868–1942)

Zemský sněm opustil roku 1886 v rámci pasivní rezistence, kterou spustili němečtí poslanci na protest proti odmítání jejich národnostních požadavků. V této době také v pražské obchodní komoře definitivně převládli čeští zástupci. Nadále ale byl členem pražské obchodní komory, v níž zasedal nepřetržitě 41 let. Poté, co rezignoval na členství Friedrich Tempsky, stal se Sobotka předsedou klubu německých členů komory a prosazoval sudetoněmecké hospodářské a politické zájmy. Byl rovněž německými členy komory opakovaně navrhován za jejího prezidenta, ovšem českou většinou byl vždy zamítnut. Dlouhodobě také působil na postu předsedy Spolku německých obchodníků. Byl členem Výboru pro kanál Vltava–Labe a členem výboru České spořitelny a dalších hospodářských korporací.
Roku 1898 mu byl udělen Řád Františka Josefa a roku 1901 Řád železné koruny III. třídy.

## Podnikatelské aktivity rodiny Sobotků
Salomon Löw Sobotka byl (mimo jiné) majitelem bavlnářské tkalcovny v Železnici, kde v roce 1857 založil firmu S.L.Sobotka & Comp., která se zabývala prodejem bavlněných a vlněných výrobků. V roce 1863 byli v Železnici pražští občané Salomon a Josef Sobotka zaregistrování jako společní majitelé této firmy.
V roce 1866 Josef Sobotka spolu se svým bratrem Friedrichem S. koupil vyhořelou přádelnu v Loděnici a po přestavbě v ní umístili mechanickou tkalcovnu. Nedaleko od tkalcovny nechal v roce 1881 postavit novou přádelnu a několik nájemních bytů pro dělníky. Po smrti Josefa S. převzal vedení podniku syn Wilhelm se švagrem Norbertem Blumenfeldem. Se 388 zaměstnanci vyráběli na 42 000 vřetenech v přádelně a 6000 vřetenech ve skárně režné a barevné příze a šicí nitě (o vývoji ve tkalcovně nebylo nic publikováno). Na konci 30. let se stala z firmy akciová společnost Přádelna Loděnice s kapitálem 2 miliony korun. 75 % akcií vlastnil Wilhelm Sobotka a 25 % jeho synovec Hanuš Blumenfeld.
V roce 1939 byl podnik jako židovský majetek vyvlastněn, celá rodina Sobotků uprchla před nacisty do ciziny, jen Wilhelm Sobotka zůstal v okupovaných Čechách a byl odvlečen do terezínského gheta, kde zemřel v roce 1942. V loděnické přádelně bylo v roce 1940 zaměstnáno 254 osob, textilní výroba byla však brzy zrušena a nahrazena výrobou součástek pro zbrojní průmysl. V roce 1945 byl podnik zkonfiskován československým státem, potomci rodiny Sobotků se marně snažili o navrácení zcizeného majetku. V roce 1948 rozhodla vláda umístit do prostorů podniku gramofonový průmysl.